# Hinge Sø
Hinge Sø är en sjö i Danmark. Den ligger i Silkeborgs kommun i Region Mittjylland.
Hinge Sø ligger 25 meter över havet. Arean är 0,9 kvadratkilometer. Omgivningarna runt Hinge Sø är en mosaik av jordbruksmark och naturlig växtlighet. Den sträcker sig 0,7 kilometer i nord-sydlig riktning, och 1,5 kilometer i öst-västlig riktning.